# Capoide
Raza capoide es un término utilizado anteriormente para los pueblos Khoikhoi y San en el contexto de un modelo ahora obsoleto de dividir la humanidad en diferentes razas. El término fue introducido por Carleton S. Coon en 1962 y llamado así por el Cabo de Buena Esperanza. Coon propuso que el término "Negroide" debería abandonarse, y las poblaciones de África subsahariana occidental y central (incluidos los pueblos bantúes) deberían denominarse "Congoide" en su lugar.
Hoy existe un amplio consenso científico de que no existen razas humanas en un sentido biológico.